# ОШ „Ђура Даничић” Београд
ОШ „Ђура Даничић” је основна школа у Београду, у улици Мештровићева број 19а, у насељу Браће Јерковић. 
Школа је названа по чувеном српском филологу Ђури Даничићу.

## Историја
Школа је основана 1928. године.
Зграда школе се прво налазила на општини Звездара, а 1. септембра 1970. школа се премешта на општину Вождовац.
По оснивању, школа је понела име ОШ „Цар Душан”, 1945. године, после Другог светског рата, мења назив у „Школа број 14”, а 1952. мења назив у ОШ „Ђура Даничић” који користи и данас.

## Занимљивости
У овој школи је радио српски писац Градимир Стојковић.